# Malacocephalus nipponensis
Malacocephalus nipponensis és una espècie de peix de la família dels macrúrids i de l'ordre dels gadiformes.

## Morfologia
- Els mascles poden assolir 52 cm de llargària total.[4][5]

## Hàbitat
És un peix d'aigües profundes que viu entre 447-463 m de fondària.

## Distribució geogràfica
Es troba des del sud del Japó fins al mar de la Xina Oriental.